# Placide Tempels
Placide Frans Tempels (ur. 18 lutego 1906, zm. 9 października 1977) – belgijski franciszkanin, misjonarz, stał się sławny dzięki swojej książce "La Philosophie bantoue", wydanej w 1945 i poświęconej koncepcjom światopoglądowym afrykańskich ludów Bantu z obszaru Konga.